# 後呂康人
後呂 康人（うしろ やすと、1983年7月29日 - ）は、ペスカドーラ町田所属のフットサル選手。ポジションはアラ・ピヴォ。

## 来歴
小学2年からサッカーを始め、高校時代は静岡学園高等学校サッカー部に所属、卒業後は福井工業大学に進学しサッカー部に所属。
2004年大学2年時に、NIKE主催でリフティングパフォーマンスを競うフリースタイルクラッシュの東京、大阪両大会で優勝し、初代日本一に輝いた。
大学卒業後、フットサルに転向。ペスカドーラ町田の母体となったCASCAVELに入団しFリーグ参入後もプレーを続けた。
2010年にペスカドーラ町田を退団し、ステラミーゴいわて花巻に移籍。
キャプテンとして2年間プレーしたのち、ブラジルサンパウロ州1部リーグA.A.A ITAPEVAに移籍。
1シーズンをブラジルで過ごし、その後ペスカドーラ町田に復帰。
Fリーグ準優勝や第21回全日本選手権優勝に貢献する。
その後、1年間ペスカドーラ町田アスピランチでプレーし、2017年に現役を引退。
現在はペスカドーラ町田U15の監督をはじめ、日本中でフットサルの普及活動を行なっている。

## 所属チーム

### フットサル
- CASCAVEL
- 2007年 - 2010年 ペスカドーラ町田
- 2010年 - 2011年 ステラミーゴいわて花巻
- 2012年12月 - ペスカドーラ町田

### サッカー
- 新宮市立光洋中学校
- 静岡学園高等学校
- 福井工業大学

## 個人成績

### フットサル
| 国内大会個人成績 | 国内大会個人成績 | 国内大会個人成績 | 国内大会個人成績 | 国内大会個人成績 | 国内大会個人成績 | 国内大会個人成績      | 国内大会個人成績      | 国内大会個人成績 | 国内大会個人成績 | 国内大会個人成績 | 国内大会個人成績 |
| 年度             | クラブ           | 背番号           | リーグ           | リーグ戦         | リーグ戦         | リーグ杯              | リーグ杯              | オープン杯       | オープン杯       | 期間通算         | 期間通算         |
| 年度             | クラブ           | 背番号           | リーグ           | 出場             | 得点             | 出場                  | 得点                  | 出場             | 得点             | 出場             | 得点             |
| 日本             | 日本             | 日本             | 日本             | リーグ戦         | リーグ戦         | オーシャン アリーナ杯 | オーシャン アリーナ杯 | 全日本選手権     | 全日本選手権     | 期間通算         | 期間通算         |
| ---------------- | ---------------- | ---------------- | ---------------- | ---------------- | ---------------- | --------------------- | --------------------- | ---------------- | ---------------- | ---------------- | ---------------- |
| 2007-08          | 町田             | 15               | Fリーグ          | 11               | 2                | -                     | -                     | 2                | 1                |                  |                  |
| 2008-09          | 町田             | 15               | Fリーグ          | 7                | 0                |                       |                       | 1                | 0                |                  |                  |
| 2009-10          | 町田             | 15               | Fリーグ          | 12               | 0                |                       |                       | 1                | 3                |                  |                  |
| 2010-11          | 花巻             | 10               | Fリーグ          | 22               | 5                |                       |                       | 3                | 1                |                  |                  |
| 2011-12          | 花巻             | 10               | Fリーグ          | 26               | 7                | 1                     | 1                     | 3                | 1                | 30               | 9                |
| 2012-13          | 町田             | 4                | Fリーグ          |                  |                  |                       |                       |                  |                  |                  |                  |
| 通算             | 日本             | 日本             | Fリーグ          | 78               | 8                |                       |                       | 7                | 5                |                  |                  |
| 総通算           |                  |                  |                  |                  |                  |                       |                       |                  |                  |                  |                  |